# Jürgen Maier (Fußballspieler)
Jürgen Maier (* 20. Oktober 1979) ist ein ehemaliger österreichischer Fußballspieler.

## Karriere
Maier spielte in der Jugend des Wolfsberger AC und durchlief ab der Saison 1994/95 das BNZ Kärnten. Im Jänner 1997 kam der Mittelfeldspieler zum Regionalligisten Austria Klagenfurt. Mit dem Klub stieg er 1998 in die Erste Division auf, bis zur Winterpause der Saison 1998/99 absolvierte zwei Kurzeinsätze in der zweithöchsten Spielklasse. Danach war er bei den Vereinen FC St. Michael, ATSV Wolfsberg und FC St. Veit aktiv. Im Sommer 2003 beendete er seine Karriere als Fußballspieler.
Zwischen 2015 und 2018 war Maier als Jugendtrainer beim Wolfsberger AC tätig, bei dem er die Mannschaften der U-12 und U-13 betreute.